# Моссотти, Оттавиано Фабрицио
Моссо́тти, Оттавиа́но Фабри́цио (итал. Ottaviano Fabrizio Mossotti; 18 апреля 1791 года, Новара, Сардинское королевство — 20 марта 1863 года, Пиза, Королевство Италия) — итальянский физик, математик и астроном, внёс значительный вклад в развитие теоретических представлений о природе электричества и магнетизма, теорию диэлектриков, оптику, математическую физику и астрономию.

## Биография
Родился в Новаре, входившей в то время в состав Сардинского королевства, в состоятельной семье, отец — инженер Джованни Моссотти, мать — Роза Гола. Был самым старшим среди десяти детей в семье.
В 1811 г. окончил Павийский университет, где изучал физику и математику, а также другие дисциплины. После этого в течение двух с лишним лет занимал должность в университете. В 1813 году по рекомендации своего университетского руководителя Винченцо Бруначчи (итал. Vincenzo Brunacci) был принят на работу в Королевскую астрономическую обсерваторию в Милане, где затем работал в течение десяти лет, занимаясь вычислением эфемерид и выполнением других исследований.
По причинам политического характера в 1823 г. оказался под угрозой ареста и был вынужден покинуть Италию. Вначале ненадолго поселился в Швейцарии, а затем в Англии, в Лондоне.
В 1827 году, получив приглашение, переехал в Аргентину, где начал работать в университете Буэнос-Айреса в качестве профессора физики, а также астрономом в топографическом бюро.
Вернувшись в Европу в 1835 г., сначала преподавал математику в университете Корфу. В 1840 г. был приглашён в Пизанский университет, чтобы возглавить кафедру математической физики. Вместе с математикой преподавал также теоретическую астрономию и геодезию. Был руководителем диссертационной работы Энрико Бетти, ставшего впоследствии известным математиком. В университете О. Моссотти трудился в течение последующих 23 лет вплоть до своей смерти в 1863 году.
Был среди небольшой группы физиков, выпустивших в 1844 г. журнал «Il Cimento», а затем, в 1855 г., основавших его продолжение — широко известный журнал «Il Nuovo Cimento», издание которого продолжается поныне.
В 1848 г. участвовал в первой войне за объединение Италии. Будучи командиром отряда ополчения Пизанского университета, сражался в сражении при Куртатоне (итал. Curtatone e Montanara). В 1861 г. стал сенатором Королевства Италия. Был командором  Ордена Святых Маврикия и Лазаря (итал. Ordine dei Santi Maurizio e Lazzaro), кавалером Ордена Святого Иосифа (итал. Ordine di San Giuseppe) и Савойского гражданского ордена (итал. Ordine Civile di Savoia).
Похоронен в Пизе на кладбище Кампо-Санто, в месте, где покоятся наиболее выдающиеся граждане Пизы.

## Научная деятельность
Занимался вопросами, связанными с определением природы сил, ответственных за притяжение молекул в жидкостях и твёрдых телах.
Разработал теорию апланатических объективов, получил для них уравнения, называемые уравнениями Моссотти. Выработал способ расчёта требований к показателям преломления и дисперсии пары стёкол различных марок, позволяющих создавать склеенные объективы с исправленными хроматизмом, сферической аберрацией и комой. Такие объективы в литературе называют апланатами (дублетами) Клеро — Моссотти.
Исследовал диэлектрики, находящиеся во внешнем электрическом поле. Получил формулу, связывающую диэлектрическую проницаемость диэлектрика с концентрацией и поляризуемостями составляющих его частиц. Впоследствии эта формула было независимо получена Р. Клаузиусом. В настоящее время в литературе её принято именовать формулой Клаузиуса — Моссотти.

## Избранные труды
- Mossotti O. F. Del movimento di un fluido elastico che sorte da un vase e della pressione che fa sulle pareti dello stesso. — Memorie di matematica e di fisica della Società italiana delle scienze, 17(1815), 16-72;
- Mossotti O. F. Sur les farces qui régissent la constitution intérieure des corps, aperçu pour servir à la détermination de la cause et des lois de l’action moléculaire (Turin, l836)
- Mossotti O. F. Dell’azione delle forze moleculari nella produzione dei fenomeni della capillarità (Milan, 1840),
- Mossotti O. F. Lezioni elementari di fisica matematica, 2 vols. (Florence, 1843—1845)[9];
- Mossotti O. F. Sull’influenza che l’azione di un mezzo dielettrico ha sulla distribuzione dell’elettricità alla superfice di più corpi elettrici disseminati in esso // Memorie di matematica e di fisica della Società italiana delle scienze. — 1850, 2 pt. 2. — С. 49—74.
- Mossotti O. F. Nuova teoria degli strumenti ottici, Annali della Uniersita Toscana. Parte Secunda. — Scienze Cosmologiche 4, 1855, pp. 39-165 and 5, 1861, pp. 7-140.

## Память
- Именем О. Моссотти названы улицы в Милане, Флоренции, Новаре и в Карпиньяно-Сезия
- Институт техники и экономики имени О. Моссотти в Новаре[10]
- Астероид «Mossotti»[11]